# Radoslav Pantaleev
Radoslav Pantaleev –en búlgaro, Радослав Панталеев– (Pleven, 5 de julio de 1993) es un deportista búlgaro que compite en boxeo. Ganó una medalla de bronce en el Campeonato Mundial de Boxeo Aficionado de 2019, en el peso pesado.

## Palmarés internacional
| Campeonato Mundial | Campeonato Mundial    | Campeonato Mundial | Campeonato Mundial |
| Año                | Lugar                 | Medalla            | Categoría          |
| ------------------ | --------------------- | ------------------ | ------------------ |
| 2019               | Ekaterimburgo (Rusia) | Medalla de bronce  | 91 kg              |